# 上十里坪站
上十里坪站（朝鲜语：상십리평역；）曾为朝鲜铁路江界線上的一个车站，位于慈江道长江郡，废止时间不明。